# 阿西夫·加富爾
阿西夫·加富爾中將，是一名巴基斯坦陆军軍官。 现任駐奎達的第12軍團司令， 他之前被任命为巴基斯坦陸軍通信和信息技术总监。他是第20任三軍公共關係部部長。